# أيوب (مسلسل)
أيوبهو مسلسل كويتي أنتج 2008 وعرض 1 سبتمبر 2008 من تأليف خالد علي المفيدي وإخراج يوسف محمد.

## فريق الممثلين
| الممثلين            |
| ------------------- |
| غانم الصالح         |
| عبد الرحمن العقل    |
| عبد الإمام عبد الله |
| علي المفيدي         |
| باسمة حمادة         |
| هيا الشعيبي         |
| عبير الجندي         |
| طيف                 |
| فاطمة عبد الرحيم    |
| محمد العجيمي        |
| عماد العكاري        |
| علي سلطان           |
| بدر البلوشي         |
| لؤي المقدم          |
| أسماء الحساوي       |
| خالد علي المفيدي    |
| يوسف محمد           |
| نسرين أحمد          |
| دخيل النبهان        |
| رونق                |
| هنوف السعدون        |